# Bloomington (Town, Grant County)
Die Town of Bloomington ist eine von 33 Towns im Grant County im US-amerikanischen Bundesstaat Wisconsin. Im Jahr 2010 hatte Bloomington 350 Einwohner.
Town hat in Wisconsin eine grundlegend andere Bedeutung, als im übrigen englischsprachigen Bereich. Vielmehr entspricht sie den in den anderen US-Bundesstaaten üblichen Townships, die nach dem County die nächstkleinere Verwaltungseinheit bilden.

## Geografie
Die Town of Bloomington liegt im Südwesten Wisconsins, am Ostufer des Mississippi, der die Grenze zu Iowa bildet.
Die geografischen Koordinaten des Zentrums der Town of Bloomington sind 42°52′35″ nördlicher Breite und 91°00′20″ westlicher Länge. Sie erstreckt sich über eine Fläche von 103,3 km², die sich auf 94,2 km² Land- und 9,1 km² Wasserfläche verteilen.
Die Town of Bloomington liegt im Westen des Grant County und grenzt an folgende Nachbartowns und -townships:
| Town of Wyalusing                         |                                             | Town of Patch Grove  |
| Clayton Township (Clayton County, Iowa)   | Kompassrose, die auf Nachbargemeinden zeigt | Town of Little Grant |
| Jefferson Township (Clayton County, Iowa) | Town of Glen Haven                          | Town of Beetown      |

## Verkehr
Die Wisconsin State Highways 35 und 133 sowie der County Highway A laufen auf dem Gebiet der Town of Bloomington zusammen. Alle weiteren Straßen sind untergeordnete Landstraßen,  teils unbefestigte Fahrwege sowie innerörtliche Verbindungsstraßen.
Entlang des Mississippi verläuft eine Eisenbahnlinie der BNSF Railway.
Mit dem Cassville Municipal Airport befindet sich rund 25 km südwestlich ein kleiner Flugplatz. Der nächste größere Flughafen ist der Dane County Regional Airport in Wisconsins Hauptstadt Madison (170 km östlich).

## Bevölkerung
Nach der Volkszählung im Jahr 2010 lebten in der Town of Bloomington 350 Menschen in 135 Haushalten. Die Bevölkerungsdichte betrug 3,7 Einwohner pro Quadratkilometer. In den 135 Haushalten lebten statistisch je 2,59 Personen.
Ethnisch betrachtet setzte sich die Bevölkerung zusammen aus 95,7 Prozent Weißen sowie 3,7 Prozent aus anderen ethnischen Gruppen; 0,6 Prozent stammten von zwei oder mehr Ethnien ab. Unabhängig von der ethnischen Zugehörigkeit waren 4,9 Prozent der Bevölkerung spanischer oder lateinamerikanischer Abstammung.
24,3 Prozent der Bevölkerung waren unter 18 Jahre alt, 62,3 Prozent waren zwischen 18 und 64 und 13,4 Prozent waren 65 Jahre oder älter. 44,3 Prozent der Bevölkerung war weiblich.
Das mittlere jährliche Einkommen eines Haushalts lag bei 43.125 USD. Das Pro-Kopf-Einkommen betrug 24.893 USD. 13,7 Prozent der Einwohner lebten unterhalb der Armutsgrenze.

## Ortschaften in der Town of Bloomington
Auf dem Gebiet der Town of Bloomington befinden sich neben Streubesiedlung keine weiteren Siedlungen.